# Centro Mundial Bahaí

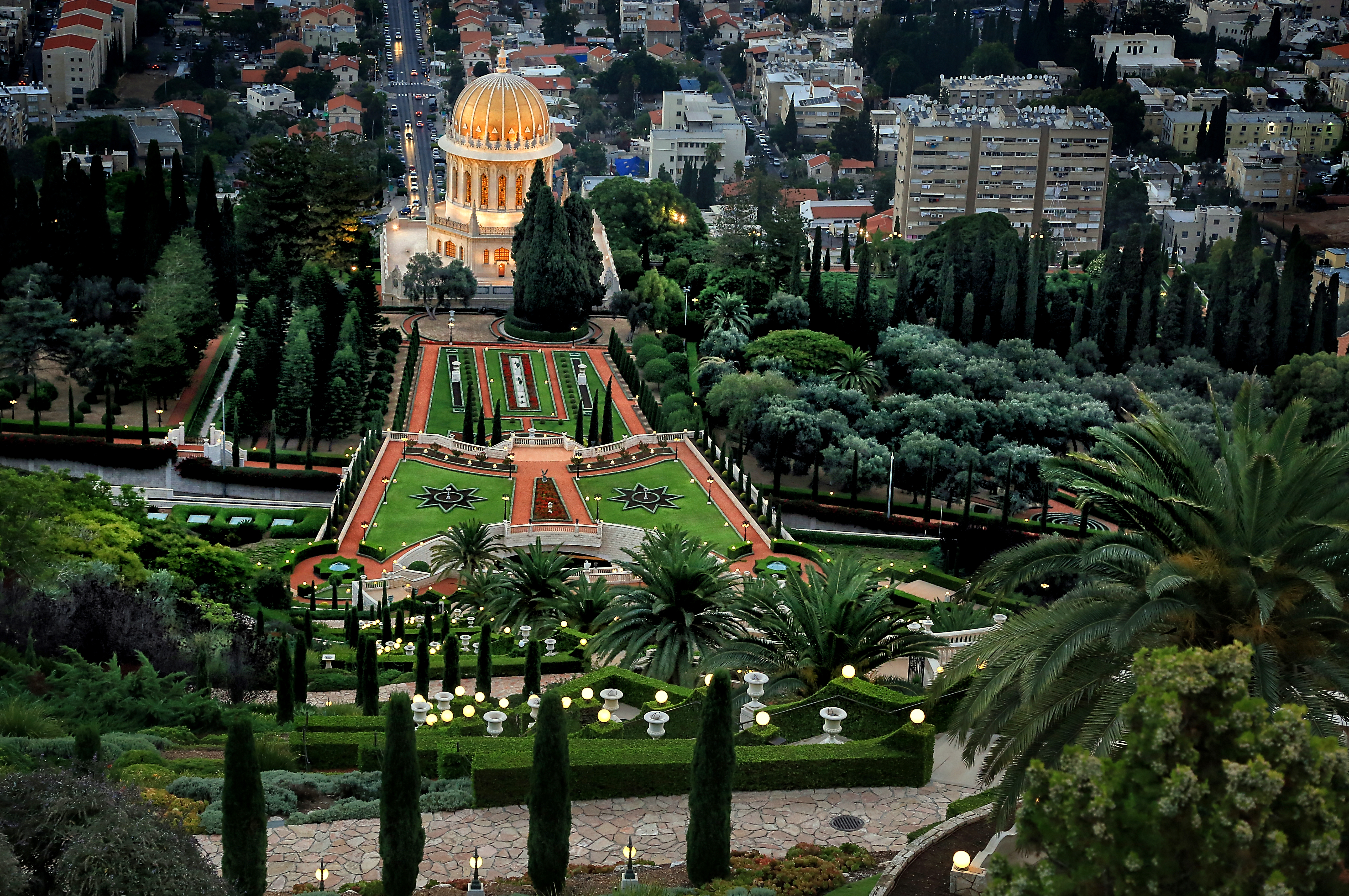
Centro Mundial Bahaí

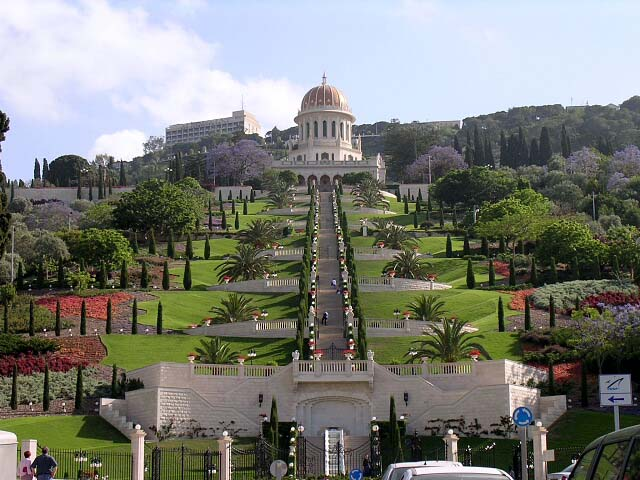
Santuario de Báb en el Centro Mundial Bahaí.

El Centro Mundial Bahaí (BWC por sus siglas en inglés) es el centro administrativo y de gobernanza del bahaísmo a nivel mundial. Se encuentra ubicado en Haifa, Israel, siendo reconocible por los jardines colgantes que dominan la ladera septentrional del Monte Carmelo, directamente sobre la zona del puerto marítimo.
En las últimas décadas el BWC es además el destino declarado para la peregrinación bahaí.

## Historia
La ubicación del centro administrativo en Israel fue resultado del destierro y encarcelamiento de Bahá'u'lláh, al ser enviado a la colonia penal de Acre en 1868. Tras su excarcelación seguiría viviendo por aquella zona el resto de su vida, falleciendo en 1892. Durante una visita a Haifa, Bahá'u'lláh dio a su hijo `Abdu'l-Bahá instrucciones precisas sobre la localización del futuro Santuario de Báb en el Monte Carmelo, plasmadas en la Tabla del Carmelo, uno de los documentos claves de la administración bahaí.
Durante el tiempo en que Shoghi Effendi lideró la fe bahaí, considerado por tanto guardián de los lugares santos, el Mandato Británico de Palestina se vio envuelto en un creciente conflicto entre árabes y judíos. En 1948, con el fin del mandato, el plan de partición territorial aprobado por la ONU y la guerra árabe-israelí, la mayoría de los bahaíes de la Palestina británica emigraron del país,[cita requerida] salvo unos pocos, incluyendo a Shoghi Effendi. En 1963, la primera Casa Universal de Justicia de Haifa fue considerada la sede central de la fe bahaí, y reconocida por el gobierno de Israel como la cabeza legal de la religión.

## Centro Mundial Bahá'i en la actualidad
A pesar de la presencia de los cientos de voluntarios en Haifa y Acre que conforman su personal, no hay una comunidad formal bahaí en Israel. Esto se puede percibir en el sentido de que en el Centro Bahaí no se llevan a cabo las "Fiestas de Diecinueve Días", que equivaldrían a un culto dominical cristiano, o a los viernes de oración en el islam. Adicionalmente, desde los días de Bahá'u'lláh, los fieles bahaís han observado una prohibición autoimpuesta: enseñar su religión a la población local de Israel. Las declaraciones formales de fe de israelíes no son aceptadas. En una carta que data de 1995, la Casa Universal de Justicia escribió:

...la gente en Israel tiene acceso a información veraz sobre la Fe, su historia, y sus principios generales. Los libros relacionados con la Fe están disponibles en bibliotecas a lo largo de Israel, y los israelíes son bienvenidos a visitar los Santuarios y los jardines circundantes. Sin embargo, manteniendo la política que se ha seguido estrictamente desde los días de Bahá'u'lláh, los bahaíes no enseñan la fe en Israel. Asimismo, la Fe no se enseña a los israelíes que están en el exterior, si éstos se proponen volver a Israel. Cuando los israelíes preguntan sobre la Fe, sus preguntas son respondidas; pero esto es hecho en una manera que provee de información veraz pero sin estimular más su interés.

## Administración
Todo lo que es hecho en el bahaísmo a nivel internacional es coordinado desde esta institución, la Casa Universal de Justicia. Lo cual incluye decisiones que afectan la fe en un nivel global, los esfuerzos de enseñanza, la distribución de fondos y la traducción de las escrituras sagradas bahaís.
La Casa Universal de Justicia, ubicada en Haifa, representa el Cuerpo supremo gobernante de La Fe Bahá'í. Está en conjunto con el Centro de Enseñanza Internacional, dedicado a los esfuerzos de enseñanza globales, y que coordina las actividades entre los Consejeros Continentales, trabaja como un enlace entre la comunidad y la Casa Universal de Justicia alrededor del mundo.